# Perissus albobifasciatus
Perissus albobifasciatus là một loài bọ cánh cứng trong họ Cerambycidae.